# Чайво (затока)
Чайво (з нівхської мови — місце, що висихає) — затока Охотського моря у північно-східній частині острова Сахаліну, територія Ноглицького міського округу Сахалінської області Російської Федерації.
Затока витягнута на 42 км з півдня—південного-заходу на північ—північний-схід. Переважна її частина висихає і заросла водоростями. В ній багато невеликих островів. Береги низькі. Від моря відокремлена двома піщаними косами, на яких височіють піщані пагорби. Між косами пролягає протока Клейе довжиною 4 км, яка поєднує затоку з морем. На східному березі протоки розташоване село Чайво.